# Culture (bend)
Culture je roots reggae bend sa Jamajke osnovan 1976.

## Istorijat
Na početku svog postojanja ovaj bend se zvao African Disciples. 
Članovi ovog pevačkog trija bili su Joseph Hill(vokal), Albert Walker (prateći vokal) i Kenneth Dayes (prateći vokal).
Ubrzo pošto se Culture okupio počeli su saradnji sa „Mighty Two“ – producentom Joe Gibbs-om i inžinjerom zvuka Errol Thompson-om. U Gibbs-ovom studiju su snimili seriju moćnih singlova od kojih su mnogi završili na albumu „Two Sevens Clash“. Posle uspeha koji su ostvarili sa Gibbs-om bend se odlučio za novog producenta Soniu Pottinger. Od tada Culture je počeo da sarađuje sa nekim od najtraženijih muzičara tog vremena Robbie Sheakspear-om, Sly Dunbar-om, Ansel Collins-om, Cederic Brooks-om i sveprisutnim perkusionistom Sticky-jem. Virgin Recrods je tada preuzeo sve njihove albume i omogućio im da se probiju na svetsku scenu.
Kritički Culture se smatra jednim od najautentičnijih tradicionalnih reggae bendova. U vreme kada je izašao prvi Rolling Stone Record Guide bili su jedini bend u svim žanrovima koji je bio ocenjen sa pet zvezdica (među bendovima koji su imali više od jednog izdanja u pregledu). 1982. pevači su se razdvojili i svako je pošao na svoju stranu. Joseph Hill je nastavio da koristi ime Culture i snimio album Lion Rock izdat u Sjedinjenim Američkim Državama u izdanju Heartbreak Records-a. Walker i Dayes su zasebno snimili dosta pesama u tom periodu od kojih su neke završile na albumu nazvanom Roots&Culture. 1986. trio se ponovo okupio i snimio dva vrlo cenjena albuma Culture in Culture i Culture at Work. Ova izdanja su označila početak vrlo intenzivnog radnog perioda za bend koji je podrazumevao godišnje albume i brojne turneje. 
Američka izdavačka kuča Shanachie je izdala niz starih i novih albuma Culture-a sve do albuma Wings of a Dove (1992). 
Joseph Hill, koji je bio znak prepoznavanja ove grupe, umro je 19. avgusta 2006. za vreme turneje u Nemačkoj. Sada njegov sin Kenyatta Hill peva sa bendom.

## Diskografija
- Two Sevens Clash (1977)
- Baldhead Bridge (1978)
- Africa Stand Alone (1978)
- Harder Than the Rest, producent Sonia Pottinger (1978)
- Culture in Dub: 15 Dub Shots (1978)
- Cumbolo, producent Sonia Pottinger (1979)
- International Herb, producent Sonia Pottinger (1979)
- More Culture aka "Innocent Blood" (1981)
- Lion Rock (1982)
- Culture at Work (1986)
- Culture in Culture (1986)
- Nuff Crisis (1988)
- Good Things (1989)
- Rare and Unreleased Dub Revolver Records (1989)
- Three Sides to My Story (1991)
- Wings of a Dove (1992)
- Trod On producent Sonia Pottinger (1993)
- One Stone (1996)
- Stoned (is One Stone in Dub inžinjering: Fathead and Jim Fox) (Ras, 1997)
- Trust Me (1997)
- Cultural Livity: Culture Live '98 (Live) (1998)
- Payday (2000)
- Humble African (2000)
- Scientist Dubs Culture into a Parallel Universe (2000)
- Live in Africa (2002)
- Live in Negril (2003)
- World Peace Rounder (2003)
- Pass the Torch (Tafari Records) (2007) (Sedam različitih verzija starih pesama i sedam pesama Kenyatte Hilla)

## Kompilacije
- Vital Selection (1981)
- Too Long in Slavery producent Sonia Pottinger (1989)
- Production Something
- 17 Chapters of Culture (1992)
- Ras Portraits